# Hugo Hauser
Hugo Hauser (* 18. August 1911 in Offenburg; † 9. Juni 1980 in Sasbach) war ein badischer Richter und Politiker der CDU.

## Leben und Beruf
Hauser war römisch-katholischen Glaubens und ein jüngerer Bruder des Heidelberger Theologieprofessors Richard Hauser. Nach der Schule und einem Studium der Rechtswissenschaften wurde er 1940 als Gerichtsassessor angestellt, aber noch im selben Jahr zum Kriegsdienst eingezogen. Bis 1945 nahm er am Zweiten Weltkrieg teil. Anschließend war er erneut im Justizdienst tätig. Zuletzt war er Oberamtsrichter.
Hauser war Ritter des Ritterordens vom Heiligen Grab zu Jerusalem. Er wurde am 14. Mai 1977 in Berlin durch Franz Kardinal Hengsbach in den Ritterorden vom Heiligen Grab zu Jerusalem investiert.

## Partei
Hauser war seit 1947 Mitglied der CDU.

## Abgeordneter
Hauser gehörte dem Deutschen Bundestag vom 11. März 1960, als er für den verstorbenen Abgeordneten Hermann Lindrath nachrückte, bis 1976 an und vertrat dort den Wahlkreis Rastatt. Von 1969 bis 1972 war er Vorsitzender des Ständigen Unterausschusses für Angelegenheiten der Bibliothek, des Archivs und anderer Dokumentationen (gem. § 6 Abs. 4 GO) des Ältestenrates des Bundestages. Von 1972 bis 1976 war Hauser Vorsitzender des Wahlmännerausschusses gemäß § 6 Abs. 2 des Gesetzes über das Bundesverfassungsgericht.